# Architecture Firm Award
Architecture Firm Award – najwyższa nagroda przyznawana od 1962 przez American Institute of Architects biurom projektowym, spółkom i firmom architektonicznym oraz zespołom projektowym jako wyraz uznania bogatego dorobku i długotrwałej aktywnej działalności.

## Laureaci
- 1962 – Skidmore, Owings and Merrill;
- 1964 – The Architects’ Collaborative;
- 1965 – Wurster, Bernardi & Emmons;
- 1967 – Hugh Stubbins and Associates;
- 1968 – I.M. Pei & Partners;
- 1969 – Jones & Emmons;
- 1970 – Ernest J. Kump Associates;
- 1971 – Albert Kahn Associates, Inc.;
- 1972 – Caudill Rowlett Scott;
- 1973 – Shepley Bulfinch Richardson and Abbott;
- 1974 – Kevin Roche John Dinkeloo and Associates;
- 1975 – Davis, Brody & Associates;
- 1976 – Mitchell/Giurgola Architects;
- 1977 – Sert Jackson and Associates;
- 1978 – Harry Weese & Associates;
- 1979 – Geddes Brecher Qualls Cunningham;
- 1980 – Edward Larrabee Barnes Associates;
- 1981 – Hardy Holzman Pfeiffer Associates;
- 1982 – Gwathmey Siegel & Associates, Architects LLC;
- 1983 – Holabird & Root;
- 1984 – Kallmann McKinnell & Wood Architects;
- 1985 – Venturi, Rauch and Scott Brown;
- 1986 – Esherick Homsey Dodge & Davis;
- 1987 – Benjamin Thompson & Associates, Inc.;
- 1988 – Hartman-Cox Architects;
- 1989 – Cesar Pelli & Associates;
- 1990 – Kohn Pedersen Fox Associates;
- 1991 – Zimmer Gunsul Frasca Partnership;
- 1992 – James Stewart Polshek and Partners;
- 1993 – Cambridge Seven Associates, Inc.;
- 1994 – Bohlin Cywinski Jackson;
- 1995 – Beyer Blinder Belle;
- 1996 – Skidmore, Owings and Merrill;
- 1997 – R.M.Kliment & Frances Halsband Architects;
- 1998 – Centerbrook Architects and Planners;
- 1999 – Perkins & Will;
- 2000 – Gensler;
- 2001 – Herbert Lewis Kruse Blunck Architecture;
- 2002 – Thompson, Ventulett, Stainback & Associates, Inc.;
- 2003 – The Miller Hull Partnership;
- 2004 – Lake Flato Architects;
- 2005 – Murphy | Jahn, Inc.;
- 2006 – Moore Ruble Yudell Architects and Planners;
- 2007 – Leers Weinzapfel Associates Architects, Inc.;
- 2008 – KieranTimberlake Associates LLP;
- 2009 – Olson Sundberg Kundig Allen Architects;
- 2010 – Pugh + Scarpa;
- 2011 – BNIM;
- 2012 – VJAA;
- 2013 – Tod Williams Billie Tsien Architects;
- 2014 – Eskew+Dumez+Ripple;
- 2015 – Ehrlich Architects[1].